# 小行星23197
小行星23197（23197 Danielcook）是一颗绕太阳运转的小行星，为主小行星带小行星。该小行星于2000年9月发现。

## 轨道参数
小行星23197的轨道半长轴为366 979 766 km，2.4530733 UA，离心率为0.184。